# Велики парк (Крагујевац)
Велики парк или Горњи парк највећа је зелена површина у урбаној градској зони Крагујевца. Отворен је за јавност 26. априла 1898. године. Прекривен је са више од 10 хектара зеленила и омиљено је место за одмор Крагујевчана. У самом парку и његовом непосредном окружењу налазе се спортски терени, дечја игралишта, као и велики број угоститељских објеката.

## Историја
У 19. веку у Србији паркови су се називали народним баштама. Велики или Горњи парк је први уређени парк у Крагујевцу. Наменско уређење парковске површине на којој се данас налази Велики парк започело је 1895. и трајало је до 1897. године. Новоуређени општински парк отворен је за грађанство, или „предат уживању“, 26. априла 1898. године. Према постојећим подацима, улаз у Горњи парк, како се тада звао, био је направљен од камених стубова турске џамије који су нађени када је, код Доњег каменог моста, грађена тадашња кафана „Балкан“. Парковски засади обновљени су 1932. године, садницама из расадника Рогот, који се налазио на територији ловишта краља Милана Обреновића. 
Стилски, већи део Парка је уређен као слободна композиција. Кроз централни део парка изграђена је главна алеја за шетњу, која се пружа праволинијски, са кружним проширењем, „рунделом“ на средини. Ту се некада налазио Музички павиљон. Године 1950. павиљон је уклоњен и на његово место постављена је спомен фонтана „Рањеник“, дело познатог крагујевачког вајара Драгана Панића, окружена цветном лејом.  
Дуж централног шеталишта некада је стајало 25 бисти народних хероја (Алеја народних хероја). Осамнаест бисти је покрадено и (претпоставља се) претопљено, а остале се налазе у депоу крагујевачког Народног музеја. Украдено је такође, 2011. године, и 5 од 6 бронзаних лављих глава које су красиле фонтану. 
Парк је у целости реновиран 2015. године, поводом прославе 110. година постојања. Обновљене су пешачке стазе, постављене нове клупе, рестаурирана је и враћена у функцију спомен фонтана, која је 2020. и рестаурирана, када су враћене бронзане главе лавова. Крајем 2023. на улазу у парк, дуж централне алеје, постављено је 17 металних лукова уз које су посађене руже пузавице, са намером да се на овом делу стазе формира „цветни тунел”.

## Парк данас
Данас централну алеју чини уређена, широка стаза, оивичена новим дрворедом црвенолисне шљиве и старим засадима четинарског и листопадног дрвећа. Од ње се одваја велики број споредних вијугавих стаза, око којих су засађене цветне леје, украсно дрвеће и шибље. Средишњу ронделу шеталишта и даље краси спомен фонтана „Рањеник“, али око ње више нема цветне леје, већ је околна површина поплочана украсним плочама.
У самом Великом парку и његовом непосредном окружењу налазе се спортски терени за кошарку, фудбал, одбојку, тенис, амерички фудбал и рукомет, балон сала, као и велики број угоститељских објеката. У парку се такође налази неколико дечјих игралишта са реквизитима за игру, али и парк за псе.
Године 2017. је, на површини од 1 хектара, отворен Креативни Велики парк, чије уређење је финансирала Фондација Драгица Николић, фондација коју води супруга тадашњег председника Србије Томислава Николића. Овај део парка је ограђен. Нуди многе бесплатне садржаје и модерне реквизите за игру деце и младих, а део простора је резервисан за одмор старијих.
Новембра 2023. у Великом парку отворен је и до тада највећи бетонски скејт парк у Србији. Простире се на 826 метара квадратних и има ноћно осветљење. Поред њега је изграђена и бина, што омогућава одржавање разних других манифестација на овом простору.
Велики парк је данас место на ком се Крагујевчани окупљају не само ради одмора, већ се у њему организују и различите градске манифестације, прославе, јубилеји и слична окупљања.
На територији парка такође се налази и зграда Завод за заштиту споменика културе Крагујевца.

### Објекти у непосредној близини
У непосредној близини парка налазе се између осталог:
- Крагујевачки затворени и отворени базени,
- Стадион Чика Дача,
- Универзитетски универзитетски комплекс,
- Спомен парк Крагујевачки октобар, који почиње на удаљености мањој од једног километра.[10]

- Детаљи парка
- Централна алеја и улаз у парк
- Дрворед црвенолисне шљиве дуж алеје
- Фонтана „Рањеник”
- Стари засади четинара
- Украсна стабла лишћара
- Споредне пешачке стазе
- Клупе за одмор
- Креативни Велики парк
- Скејт парк и спортски терени
- Парк за псе
- градови пријатељи